# 徳島県立博物館
徳島県立博物館（とくしまけんりつはくぶつかん、英称:Tokushima Prefectural Museum）とは、徳島県徳島市八万町向寺山にある文化の森総合公園の通称「四館棟」内に設置されている博物館である。施設識別カラーは「水色」。徳島及び関連諸地域に関する自然史・人文系資料を展示。

## 利用案内

### 開館時間
- 9:30 - 17:00

### 休館日
- 月曜日（祝日、振替休日の時はその翌日）

年末年始（12月29日 - 1月4日）

### 入館料
- 一般 - 400円
- 高校・大学生 - 200円
- 小・中学生 - 100円

※上記は常設展観覧料。企画展等は知事がその都度定める額。

## 施設案内・展示内容

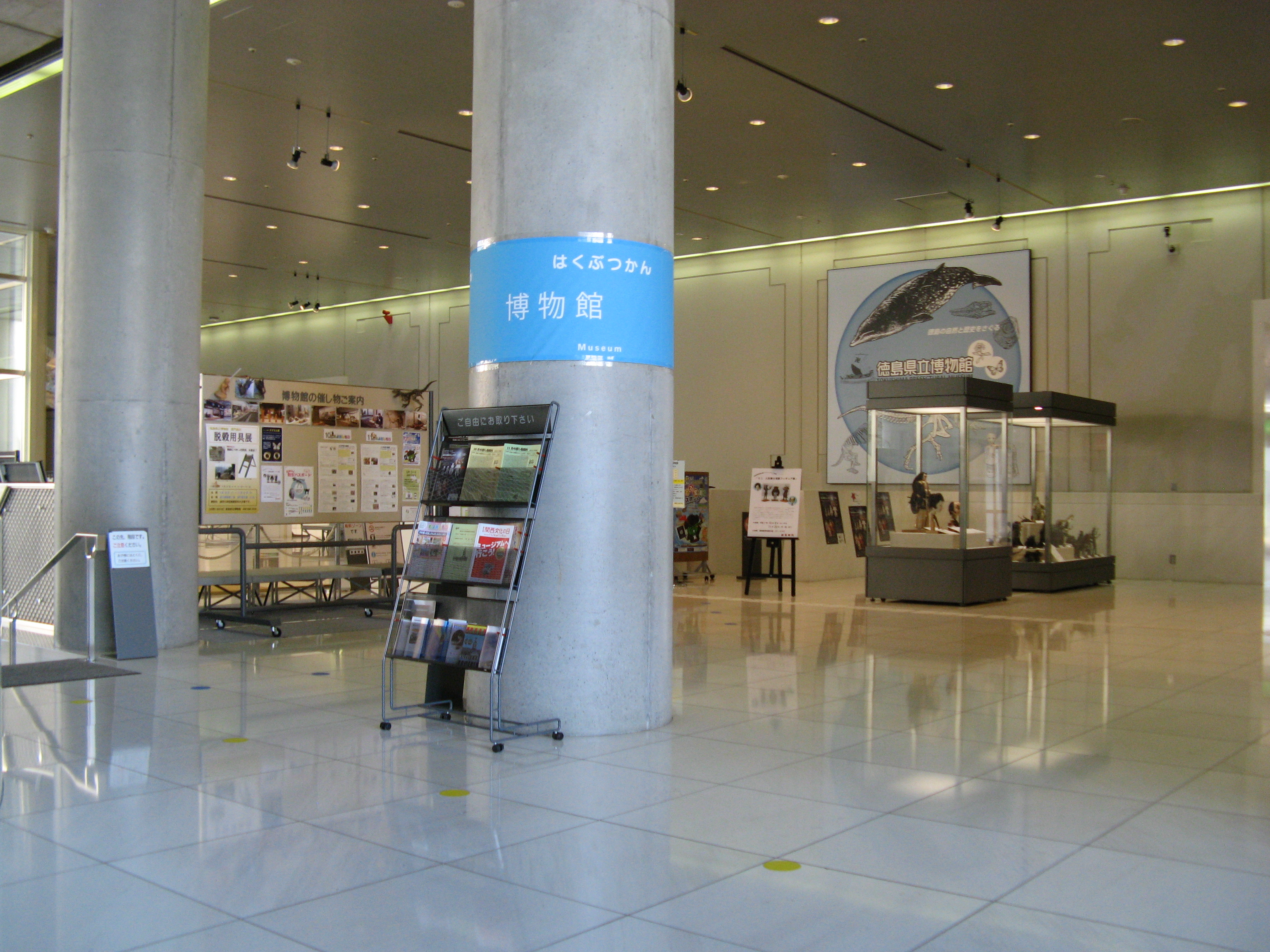
徳島県立博物館　常設展ロビー（リニューアル前）

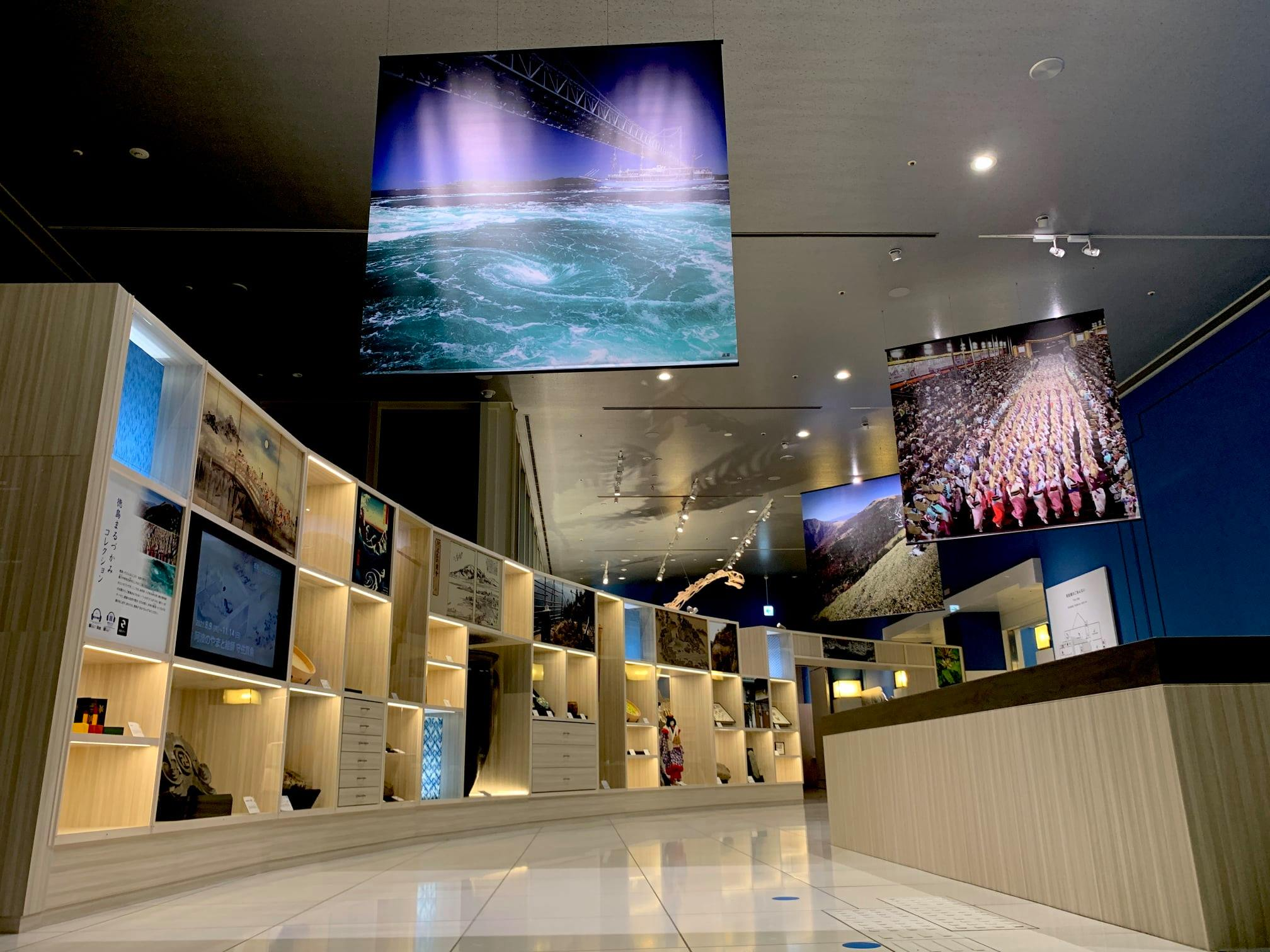
徳島県立博物館　常設展ロビー（リニューアル後）

- 1階 - 企画展示室
  - （徳島県立21世紀館）
- 2階 - 常設展示室[注 1] - テーマは、「徳島まるづかみ－”いのち”と”とき”のモノ語り－」。
  - 徳島セクション
    - 1.徳島恐竜コレクション
    - 2.地質時代の徳島（化石など）
    - 3.先史・古代の徳島（銅鐸など）
    - 4.中世の徳島（三好長慶など）
    - 5.近世の徳島（阿波藍など）
    - 6.近現代の徳島（徳島大空襲など）
    - 7.徳島のまつりと芸能（阿波人形浄瑠璃など）
    - 8.徳島の自然とくらし（吉野川など）

  - コレクションセクション - 随時、展示替えを行う。
    - 9.自然史コレクション
    - 10.歴史・文化コレクション
    - 11.県民コレクション

  - 地球セクション - 地球規模の資料を展示。
    - 12.地球と生命の歴史
    - 13.生物の多様性

  - コミュニケーションゾーン - 職員と来館者、来館者同士など、多様な交流のスペース
  - （徳島県立鳥居龍蔵記念博物館）
  - （徳島県立近代美術館）
- 3階 - 講座室、実習室、事務室
- 屋外 - 伝承の森[注 2]

## 歴史
前身の徳島県博物館は1959年（昭和34年）12月10日、現在の阿波おどり会館の場所で開館し、1990年（平成2年）3月31日現在地へ移転のため閉館した。

### 年表
- 1990年（平成2年）11月3日 - 開館。
- 2021年（令和3年）8月9日 - 開館30周年を機に、蓄積した博物館資料や調査研究成果を活用するとともに、4K映像やAR、VR等を導入する構想のもとに進めてきた全面リニューアルが完了し、オープンした。

## 交通
- JR徳島駅から「文化の森」行き、またはバイパス経由「市原」行きバスに乗車し約25分、「文化の森」下車。

しらさぎ台、一宮、天の原、佐那河内方面行きバスに乗車し「園瀬橋」下車、徒歩約10分。
- JR徳島駅より牟岐線文化の森駅下車徒歩約35分、または「文化の森駅東」バス停から「市原」行きバスに乗車し「文化の森」下車。

## 学芸員
- 動物
  - 井藤　大樹（主任）
  - 鈴木　佑弥（主任学芸員）
  - 外村　俊輔（主任学芸員）
- 植物
  - 茨木　靖（課長（自然担当））
  - 内藤　芳香（学芸員）
- 地学
  - 中尾　賢一（上席学芸員）
  - 辻野　泰之（上席学芸員）
  - 小布施　彰太（主任学芸員）
- 考古
  - 植地　岳彦（課長補佐）［徳島県立鳥居龍蔵記念博物館本務］
  - 大塩　啓一郎（学芸員）
- 歴史
  - 松永　友和（専門学芸員）
  - 長谷川　賢二（主席）
  - 小林　篤正（主任）［徳島県立鳥居龍蔵記念博物館本務］
  - 坂東　泰（主任学芸員）［徳島県立鳥居龍蔵記念博物館本務］
  - 矢野　大輔（学芸員）
- 民俗
  - 庄武　憲子（課長（人文担当））
  - 磯本　宏紀（上席学芸員）
- 美術工芸
  - 大橋　俊雄（主席）
  - 松浦　靖也（学芸員）

※学芸員のほかに、館長（事務職）、副館長（事務職）、企画担当（教育職など）が配置されている。